# Melanie Leupolz
Melanie Leupolz, née le 14 avril 1994 à Wangen im Allgäu en Allemagne, est une footballeuse internationale allemande qui a joué au poste de milieu de terrain de 2009 à 2025.
Jouant en équipe d'Allemagne des moins de 17 ans, elle participe à la coupe du monde des moins de 17 ans de 2010, où elle marque deux buts contre l'Afrique du Sud. Elle est la capitaine de l'équipe lors du championnat d'Europe des moins de 17 ans de 2011, où elle rate le dernier tir de la séance des tirs au but en demi-finale face à la France.

## Carrière

### En club

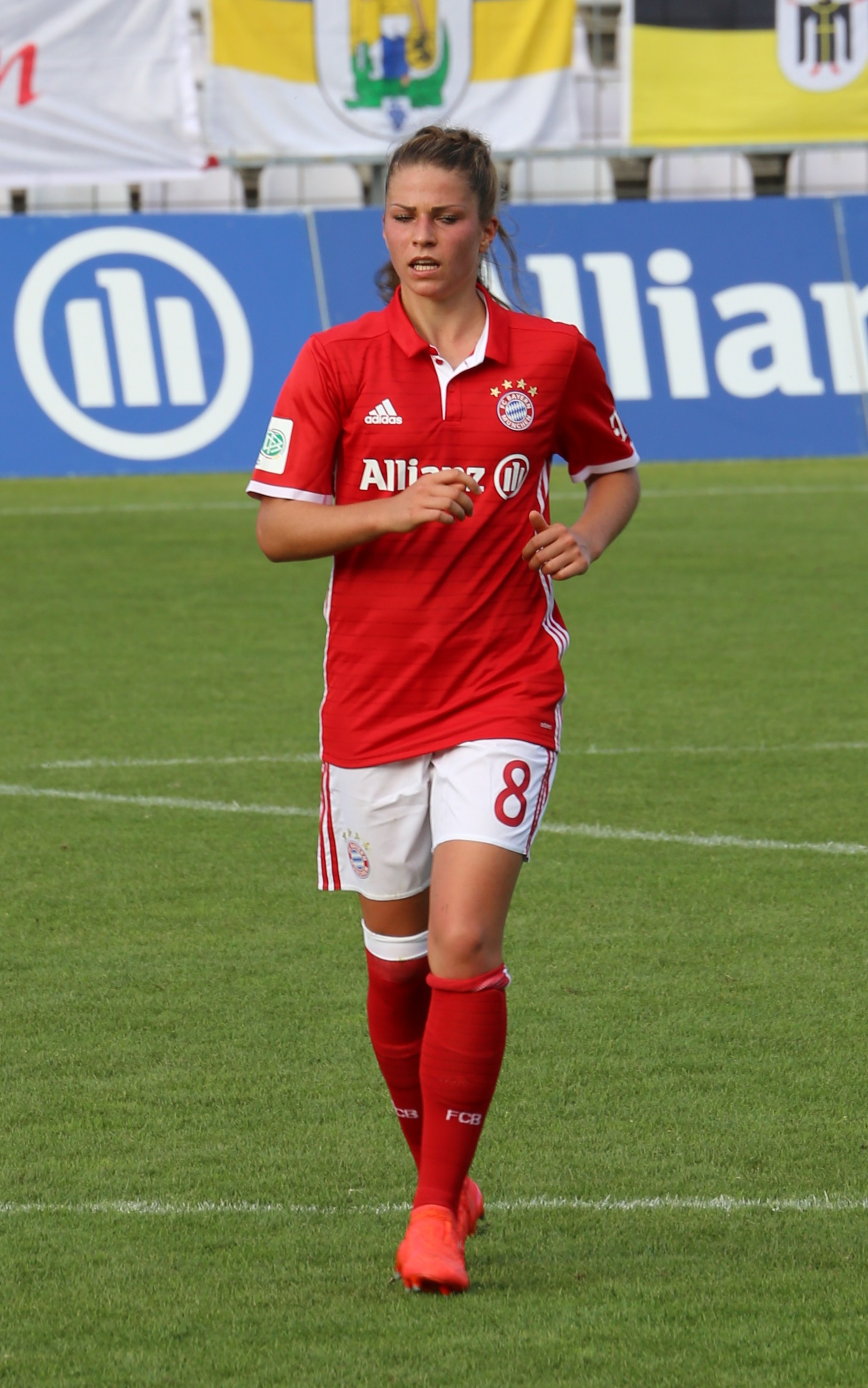
Melanie Leupolz avec le Bayern Munich en 2016

Le 28 juillet 2019, elle inscrit l'unique but de la rencontre contre Arsenal Women lors de l'Emirates Cup. Son but permet au Bayern Munich de remporter le trophée.
Le 23 mars 2020, elle s'engage pour trois saisons à partir de l'été 2020 en faveur de Chelsea.

### En sélection nationale
Le 19 juin 2013, Leupolz fait ses débuts en équipe d'Allemagne lors d'un match contre le Canada à Paderborn où elle remporte le match sur le score de 1 à 0. Le lendemain, elle est nommée dans l'équipe d'Allemagne participant au championnat d'Europe de 2013.

## Statistiques
Le tableau ci-dessous retrace la carrière de Melanie Leupolz| depuis ses débuts :

### En club
| Saison                | Club                  | Championnat           | Championnat | Championnat | Coupe(s) nationale(s) | Coupe(s) nationale(s) | Compétition(s) continentale(s) | Compétition(s) continentale(s) | Compétition(s) continentale(s) | Total | Total |
| Saison                | Club                  | Division              | M.          | B.          | M.                    | B.                    | Comp.                          | M.                             | B.                             | M.    | B.    |
| 2010-2011             | SC Fribourg           | 2.Bundesliga          | 16          | 6           | 1                     | 1                     | -                              | -                              | -                              | 17    | 7     |
| 2011-2012             | SC Fribourg           | Bundesliga            | 20          | 3           | 2                     | 0                     | -                              | -                              | -                              | 22    | 3     |
| 2012-2013             | SC Fribourg           | Bundesliga            | 21          | 3           | 3                     | 0                     | -                              | -                              | -                              | 24    | 3     |
| 2013-2014             | SC Fribourg           | Bundesliga            | 18          | 1           | 4                     | 1                     | -                              | -                              | -                              | 22    | 2     |
| Sous-total            | Sous-total            | Sous-total            | 75          | 13          | 10                    | 2                     | -                              | -                              | -                              | 85    | 15    |
| 2014-2015             | Bayern Munich         | Bundesliga            | 22          | 4           | 2                     | 1                     | C1                             | -                              | -                              | 24    | 5     |
| 2015-2016             | Bayern Munich         | Bundesliga            | 17          | 2           | 4                     | 0                     | C1                             | 2                              | 1                              | 23    | 3     |
| 2016-2017             | Bayern Munich         | Bundesliga            | 10          | 0           | 1                     | 2                     | C1                             | 1                              | 2                              | 12    | 4     |
| 2017-2018             | Bayern Munich         | Bundesliga            | 19          | 0           | 4                     | 1                     | C1                             | 2                              | 0                              | 25    | 1     |
| 2018-2019             | Bayern Munich         | Bundesliga            | 11          | 0           | 4                     | 0                     | C1                             | 5                              | 1                              | 20    | 1     |
| 2019-2020             | Bayern Munich         | Bundesliga            | 20          | 6           | 1                     | 0                     | C1                             | 3                              | 0                              | 24    | 6     |
| Sous-total            | Sous-total            | Sous-total            | 99          | 12          | 16                    | 4                     | -                              | 13                             | 4                              | 128   | 20    |
| 2020-2021             | Chelsea LFC           | WSL                   | 6           | 1           | 2                     | 1                     | C1                             | -                              | -                              | 8     | 2     |
| Sous-total            | Sous-total            | Sous-total            | 6           | 1           | 2                     | 1                     | -                              | -                              | -                              | 8     | 2     |
| Total sur la carrière | Total sur la carrière | Total sur la carrière | 180         | 26          | 28                    | 7                     | -                              | 13                             | 4                              | 221   | 37    |

#### Buts internationaux
| 1er   | 21 septembre 2013       | Cottbus, Allemagne      | Russie                  | 6-0                     | V 9-0                   | Éliminatoires de la Coupe du monde de football féminin 2015    |                         |                         |                         |
| 2e    | 5 avril 2014            | Dublin, Irlande         | République d'Irlande    | 3-2                     | V 3-2                   | Éliminatoires de la Coupe du monde de football féminin 2015    |                         |                         |                         |
| 3e    | 10 avril 2014           | Mannheim, Allemagne     | Slovénie                | 1-0                     | V 4-0                   | Éliminatoires de la Coupe du monde de football féminin 2015    |                         |                         |                         |
| 4e    | 8 mai 2014              | Osnabrück, Allemagne    | Slovaquie               | 7-0                     | V 9-1                   | Éliminatoires de la Coupe du monde de football féminin 2015    |                         |                         |                         |
| 5e    | 8 avril 2015            | Fürth, Allemagne        | Brésil                  | 3-0                     | V 4-0                   | Match amical                                                   |                         |                         |                         |
| 6e    | 15 juin 2015            | Winnipeg, Canada        | Thaïlande               | 1-0                     | V 4-0                   | Coupe du monde de football féminin 2015                        |                         |                         |                         |
| 7e    | 18 septembre 2015       | Halle, Allemagne        | Hongrie                 | 11-0                    | V 12-0                  | Éliminatoires du Championnat d'Europe de football féminin 2017 |                         |                         |                         |
| 8e    | 3 août 2016             | São Paulo, Brésil       | Zimbabwe                | 5-1                     | V 6-1                   | Tournoi féminin de football aux Jeux olympiques d'été de 2016  |                         |                         |                         |
| Total | 8 buts en 43 sélections | 8 buts en 43 sélections | 8 buts en 43 sélections | 8 buts en 43 sélections | 8 buts en 43 sélections | 8 buts en 43 sélections                                        | 8 buts en 43 sélections | 8 buts en 43 sélections | 8 buts en 43 sélections |

## Palmarès

### En club
- Bayern Munich
  - Vainqueur du championnat d'Allemagne : 2015, 2016

- Chelsea Ladies
  - Vainqueur du championnat d'Angleterre : 2021 , 2023 et 2024
  - Vainqueur de la FA Cup : 2023.
- Finaliste de la Coupe de la Ligue anglaise féminine : 2024.

### En sélection nationale
- Équipe d'Allemagne des moins de 20 ans
  - Finaliste de la Coupe du monde des moins de 20 ans : 2012
- Équipe d'Allemagne
  - Vainqueur du Championnat d'Europe : 2013
  - Vainqueur des Jeux olympiques d'été de 2016